# 15e division d'infanterie coloniale
La 15e division d'infanterie coloniale est une unité de l'armée française créée en 1915 qui combat lors de la Première Guerre mondiale sur le front occidental.

## Les chefs de la15eDIC
- 14 juin - 21 novembre 1915 : Général Bro
- 19 novembre 1915 - 24 février 1919 : Général Guérin

## Historique des garnisons, combats et batailles

### Première Guerre mondiale

#### Composition
- Infanterie

1er régiment d'infanterie coloniale de juin 1915 à février 1916
2e régiment d'infanterie coloniale de juin 1915 à novembre 1918
5e régiment d'infanterie coloniale de juin 1915 à novembre 1918
6e régiment d'infanterie coloniale de juin 1915 à novembre 1918
18e régiment d'infanterie territoriale d'août à novembre 1918
57e régiment d'infanterie coloniale du Sénégal de juin 1915 à novembre 1917 et dissolution
80e Bataillon de Tirailleurs Sénégalais d'avril 1917 à mai 1917 rattaché tactiquement au 6e RIC
- Cavalerie

2 escadrons du 2e régiment de spahis algériens de juillet 1917 à janvier 1918
2 escadrons du 13e régiment de dragons de janvier à juillet 1918, puis un seul escadron jusqu'à la fin du conflit
- Artillerie

1 groupe de canons de 75 du 3e régiment d'artillerie coloniale de juin 1915 à juillet 1917
1 groupe de 75 du 38e régiment d'artillerie de campagne de juin 1915 à juillet 1917
1 groupe de 75 du 26e régiment d'artillerie de campagne de juillet 1916 à juillet 1917
3 groupes de 75 du 22e régiment d'artillerie coloniale de juillet 1917 à novembre 1918
129e batterie de mortiers de 58 du 3e régiment d'artillerie coloniale de juillet 1916 à janvier 1918
101e batterie de 58 du 22e régiment d'artillerie coloniale de janvier à juillet 1918
6e groupe de canons de 155 C du 142e régiment d'artillerie lourde de juillet à novembre 1918
Elle est constituée, à partir du 16 juin 1915, dans la région de Givry-en-Argonne

#### 1915
- 20 juin - 1er juillet : mouvement par étapes, par Somme-Yèvre, vers Somme-Vesle ; travaux.
- 1er - 5 juillet : transport par camions dans la région Givry-en-Argonne, Sainte-Menehould ; repos.
- 5 juillet - 14 août : mouvement vers le front et occupation d’un secteur au nord de la Houyette et de Saint-Thomas, réduit à gauche, le 16 juillet, jusqu’à la route de Binarville à Vienne-le-Château (guerre de mines) :

14 et 15 juillet : attaques françaises vers le bois de Beaurain.
7, 11 et 12 août : attaques allemandes vers le ravin de la Houyette.
- 14 - 21 août : retrait du front et repos dans la région de Sarry.
- 21 août - 30 septembre : mouvement vers le front ; éléments en secteur vers Souain et la ferme des Wacques[1]. À partir du 25 septembre, engagée dans la 2e Bataille de Champagne, à l'ouest de Souain : attaques françaises vers la ferme Navarin. Enlèvement de la 1re position allemande, à l’ouest de la ferme Navarin[2].
- 30 septembre 1915 - 16 janvier 1916 : retrait du front et repos vers la Cheppe. À partir du 3 octobre, transport par camions dans la région d’Épernay, puis, par V.F., dans celle d’Estrées-Saint-Denis ; repos et instruction.

16 octobre : mouvement vers Gournay-sur-Aronde ; repos. À partir du 25 décembre, mouvement par étapes vers Poix, par Maignelay, Grivesnes et Flers-sur-Noye. À partir du 30 décembre, transport par V.F. dans la région de Crécy-en-Ponthieu : instruction au camp de Saint-Riquier.

#### 1916
- 16 janvier - 12 février : transport par V.F. dans la région de Flers-sur-Noye, puis, par camions, dans celle d’Estrées-Saint-Denis ; repos.
- 12 février - 31 juillet : mouvement vers le front et occupation d’un secteur entre Beuvraignes et Belval, réduit à gauche, le 24 avril, jusqu’au sud du bois des Loges.
- 31 juillet - 14 août : retrait du front et repos vers Maignelay.
- 14 août - 2 octobre : transport dans la région de Proyart. Engagée, à partir du 16 août, dans la Bataille de la Somme, vers Belloy-en-Santerre et au nord :

28 août : extension du front, à gauche, jusqu’au sud de Barleux.
4, 5 et 6 septembre : attaques françaises vers Barleux.
17 septembre : attaque française.
19 septembre : réduction du front, à gauche, jusqu’au nord de Belloy-en-Santerre.
- 2 octobre - 5 novembre : retrait du front ; repos vers Ignaucourt.
- 5 novembre - 25 décembre : mouvement vers le front, occupation d’un secteur vers Belloy-en-Santerre et Berny-en-Santerre.
- 25 décembre 1916 - 7 janvier 1917 : retrait du front. Transport dans la région de Marseille-en-Beauvaisis ; repos.

#### 1917
- 7 - 16 janvier : mouvement par étapes vers Lizy-sur-Ourcq ; repos.
- 16 janvier - 10 février : transport par camions dans la région Œuilly, Fismes, et, le 18 janvier, occupation d’un secteur vers Troyon et la ferme d'Hurtebise, étendu à gauche, le 29 janvier, jusqu’à Chivy.
- 10 février - 3 mars : retrait du front, repos au camp de Dravegny.
- 3 mars - 19 avril : mouvement vers le front et occupation d’un secteur vers la ferme d'Hurtebise et Chivy, réduit à droite, le 18 mars, jusqu’à la route de Paissy à Ailles, et, à gauche, le 26 mars, jusqu’à Troyon.

3 - 10 avril : repos.
15 avril : Bataille du Chemin des Dames : progression vers la partie ouest du Chemin des Dames, vers Cerny-en-Laonnois et la route de Paissy à Ailles.
- 19 - 27 avril : retrait du front vers Arcy-Sainte-Restitue et Bazoches, puis vers Baye.
- 27 avril - 8 mai : mouvement vers Mailly-le-Camp ; repos et instruction au camp.
- 8 - 26 mai : transport par V.F. vers Rosières-aux-Salines et Blainville-sur-l'Eau ; repos.
- 26 mai - 27 août : mouvement vers le front et occupation d’un secteur entre la Vezouze et le Sânon.
- 27 août - 26 septembre : retrait du front ; repos et instruction au camp de Saffais.

19 septembre : transport par V.F. dans la région de Ligny-en-Barrois, et, le 24, transport par camions dans celle de Verdun.
- 26 septembre - 18 octobre : occupation d’un secteur vers le bois des Caurières et le bois des Fosses.
- 18 octobre - 2 novembre : retrait du front et repos vers Joinville-en-Vallage.
- 2 novembre 1917 - 4 janvier 1918 : transport par camions vers la Meuse et occupation d’un secteur vers les Paroches et le bois Loclont.

#### 1918
- 4 janvier - 30 mars : mouvement de rocade, et, à partir du 15 janvier[3], occupation d’un secteur entre Kœur-la-Grande et Maizey.
- 30 mars - 16 mai : retrait du front ; à partir du 9 avril, transport par camions vers Arches ; repos et instruction au camp. À partir du 15 avril, mouvement par étapes vers Bruyères ; repos et instruction. À partir du 25 avril, transport par V.F. dans la région de Beauvais, puis mouvement vers celle de Breteuil ; repos.
- 16 mai - 8 août : mouvement vers le front ; occupation d’un secteur vers Thory et Mailly-Raineval, étendu à gauche, le 23 mai, jusqu’au sud de Rouvrel : organisation du front et combats dans la région de Castel. En juillet, actions offensives fréquentes, particulièrement le 23, vers Mailly-Raineval.

4 - 5 août : progression dans la région de Morisel.
- 8 - 10 août : engagée, vers Mailly-Raineval, dans la bataille d'Amiens (3e Bataille de Picardie): progression sur la rive droite de l’Avre.
- 10 août - 5 septembre : retrait du front et repos vers Poix. À partir du 21 août, transport par V.F. dans la région de Joinville-en-Vallage ; repos et instruction.
- 5 septembre - 15 octobre : transport par camions vers le front et occupation d’un secteur vers Watronville et Mesnil-sous-les-Côtes. À partir du 12 septembre, engagée dans la Bataille de Saint-Mihiel : prise des Éparges et de Combres ; organisation des positions conquises, vers Fresnes-en-Woëvre et Watronville. À partir du 22 septembre, extension du secteur, à gauche, jusque vers Damloup.
- 15 - 20 octobre : retrait du front ; repos vers Dieue-sur-Meuse.
- 20 octobre - 11 novembre : mouvement vers le front et occupation d’un secteur au nord du bois des Forges ; le 6 novembre, franchissement de la Meuse ; progression sur les Hauts-de-Meuse.

7 - 10 novembre : combats vers Damvillers.

#### Rattachement
Affectation : 2e CA, de juin 1915 à novembre 1918
- 1re armée

7 - 13 janvier 1917
26 avril - 8 mai 1917
5 janvier - 26 mars 1918
1er mai - 21 août 1918
- 2e armée

7 janvier - 13 février 1916
17 septembre 1917 - 5 janvier 1918
21 août - 4 septembre 1918
18 - 22 septembre 1918
- 3e armée

16 - 21 juin 1915
1er juillet - 14 août 1915
30 juin - 31 juillet 1916
- 4e armée

21 juin - 1er juillet 1915
14 août - 3 octobre 1915
- 5e armée

25 avril - 1er mai 1918
- 6e armée

3 octobre 1915 - 7 janvier 1916
13 février - 12 avril 1916
13 janvier - 26 avril 1917
- 8e armée

8 mai - 17 septembre 1917
26 mars - 25 avril 1918
- 10e armée

12 avril - 30 juin 1916
31 juillet 1916 - 7 janvier 1917
- Armée Américaine

4 - 18 septembre 1918
22 septembre - 11 novembre 1918